# 2018 AD39
2018 AD39 est un objet transneptunien extrême ayant un aphélie de plus de 280 ua. 